# Яценко Андрій Юрійович
Андрій Юрійович Яценко (нар. 25 грудня 1969, Київ) — український рок-музикант, лідер та засновник гурту Green Grey, гітарист, композитор. Взяв активну участь у створенні проєвропейського світосприйняття в Україні на зламі XX—XXI століть.